# Pepinillo

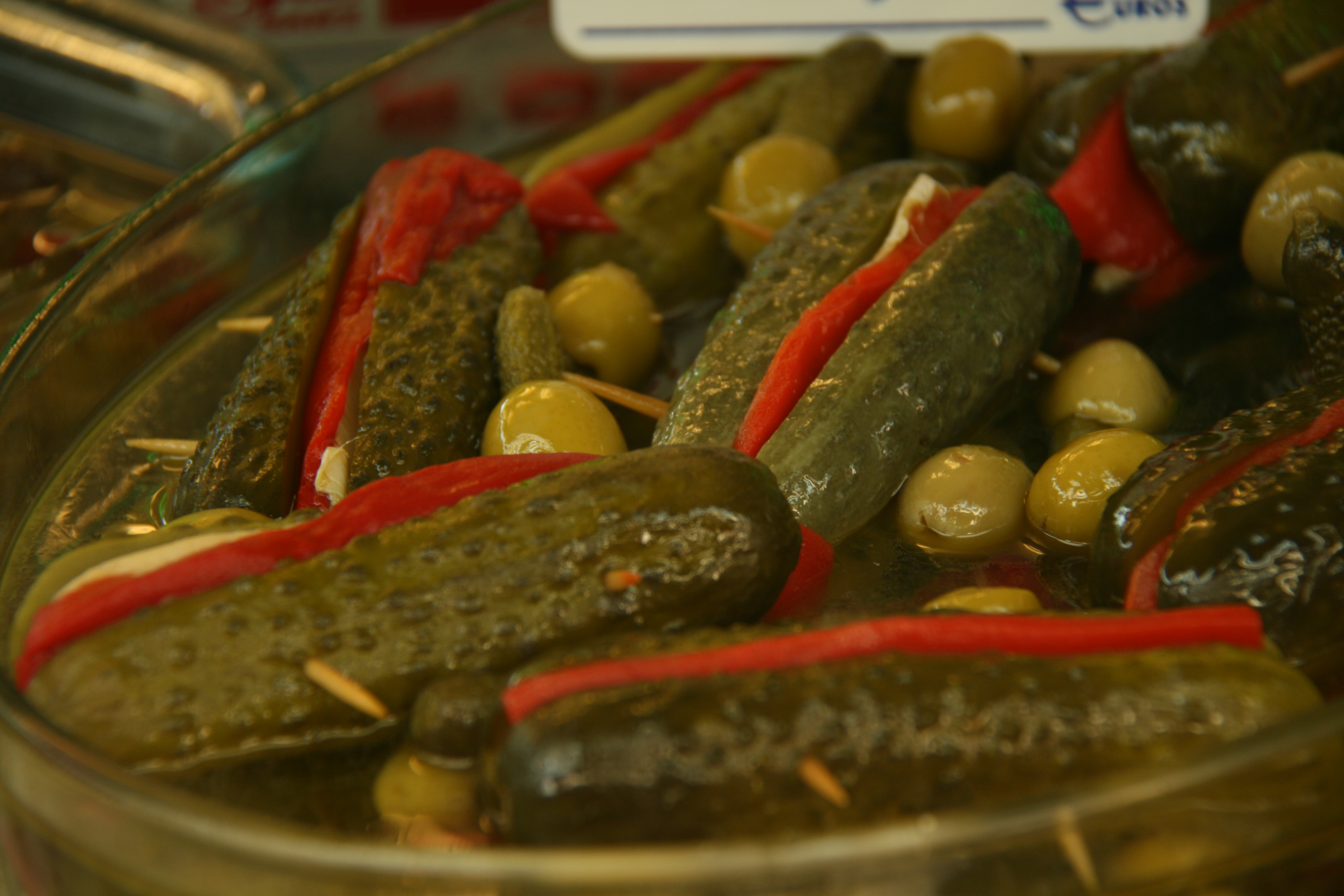
Pepinillos rellenos.

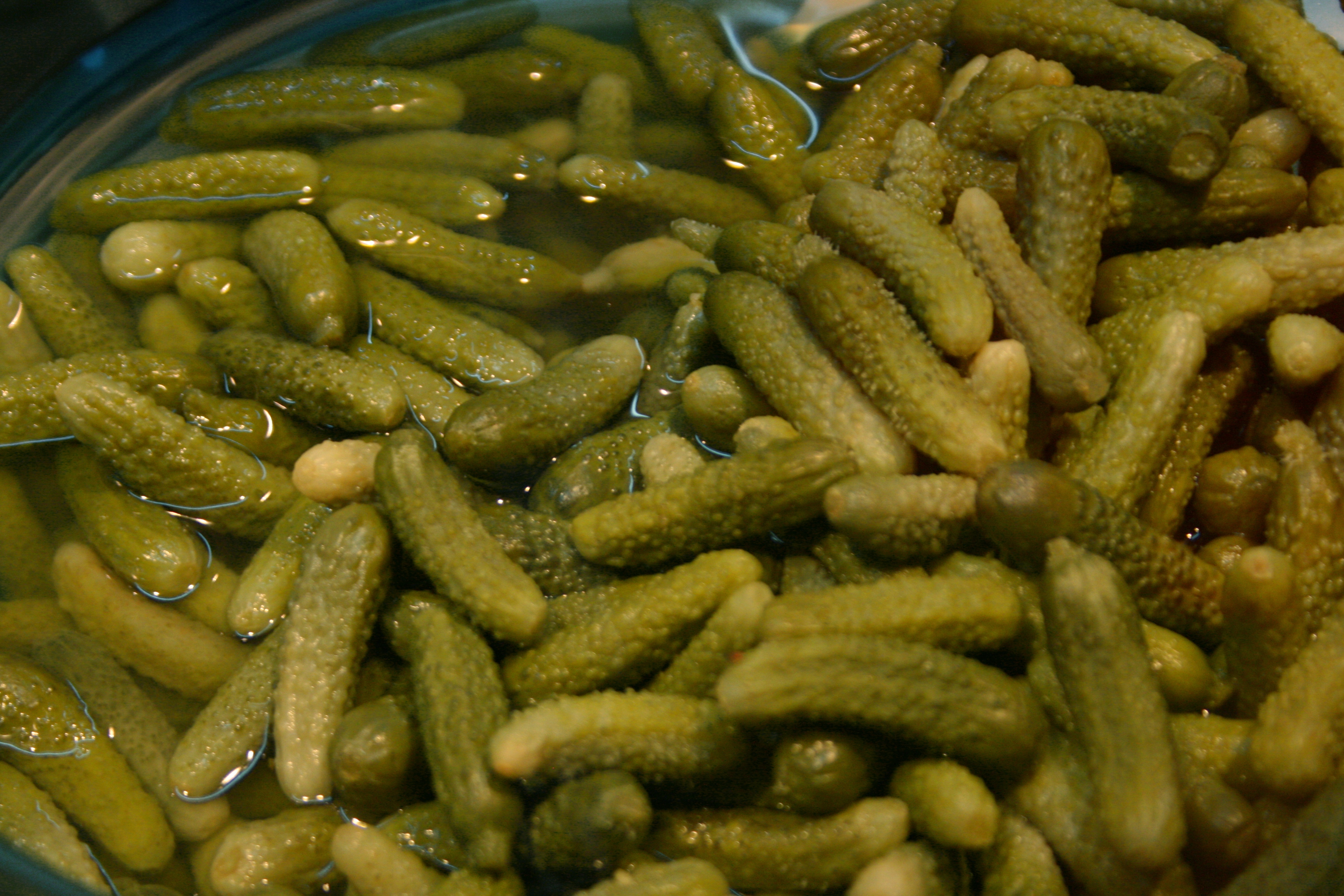
Pepinillos.

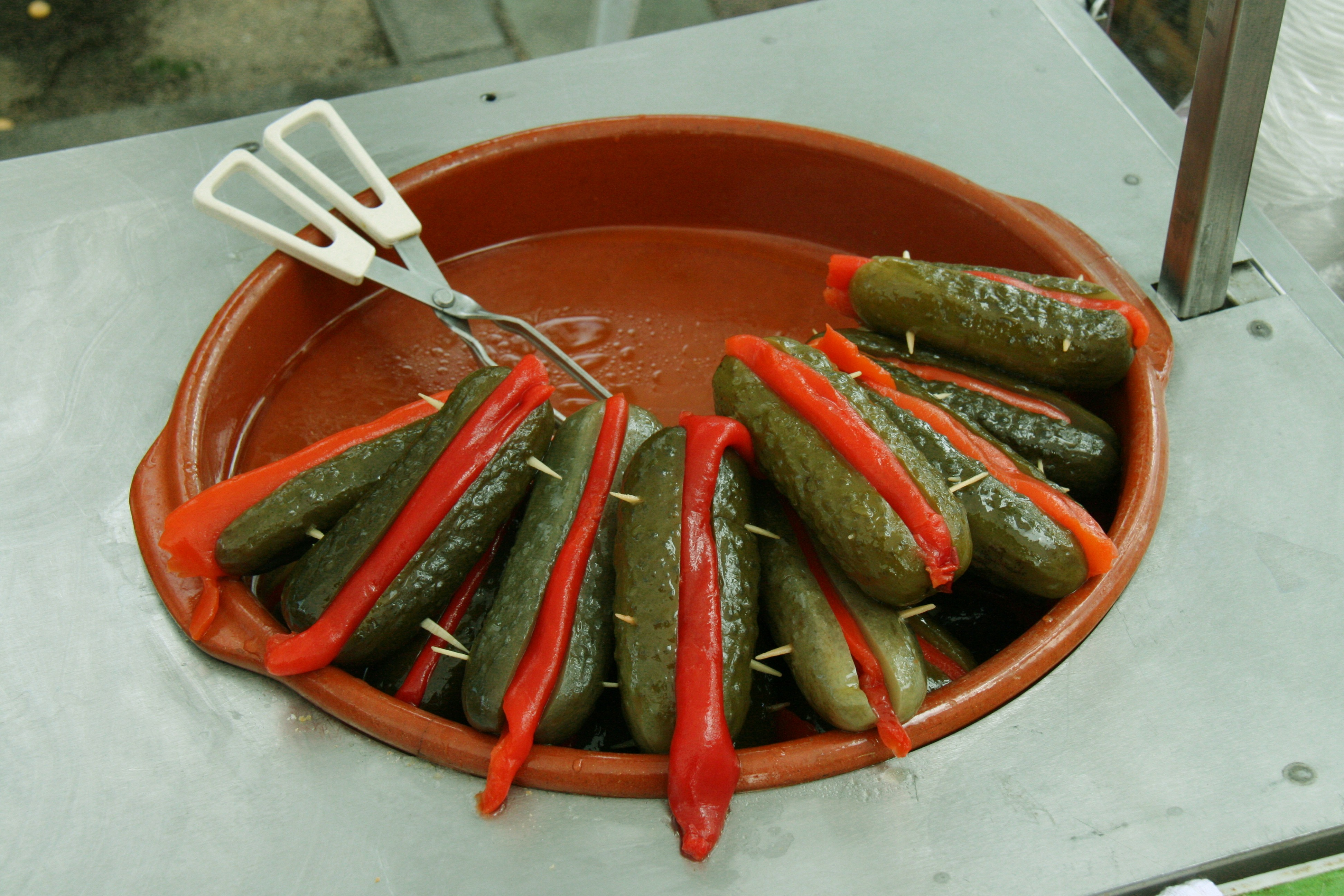
Pepinillos rellenos de pimiento al estilo español.

El pepinillo es un ingrediente común en ensaladas, sándwiches y platos diversos, usados principalmente en la gastronomía estadounidense, europea, medio-oriental, asiática occidental y latina, y por tanto, muy proliferado en todo el mundo. Los pepinillos son frutos de la especie cucumis sativus que han sido cosechados sin terminar de madurar completamente, lo que le da su aspecto más rugoso y pequeño que un pepino normal, y que además ha sido encurtido.

## Origen
Los pepinos fueron encurtidos por primera vez hace 4500 años en Mesopotamia, mediante una preparación de agua y sal (salmuera) que logra conservar los alimentos, desde Mesopotamia se expandió a todo el mundo por las rutas de comercio, llegando a la China en el siglo II a. C.. Es posible que este procedimiento de encurtir los pepinos haya sido conocido por la diáspora Judía. El proceso también era conocido por los griegos y egipcios antiguos. Los ciudadanos romanos consideraban los pepinos encurtidos como una delicadeza y por ello desarrollaron varias técnicas para prepararlos, y también fueron ellos quienes introdujeron los pepinillos a Europa, donde su aceptación fue muy alta y los europeos comenzaron a experimentar con este alimento exótico, creando diferentes estilos de preparar los pepinillos.

## Tipos de pepinillos
Existen diferentes tipos de pepinillos. En Europa central y occidental, a la salmuera se le agrega el sabor del eneldo y ajo. Las recetas de los pepinillos escandinavos incluyen la pimienta y el azúcar.

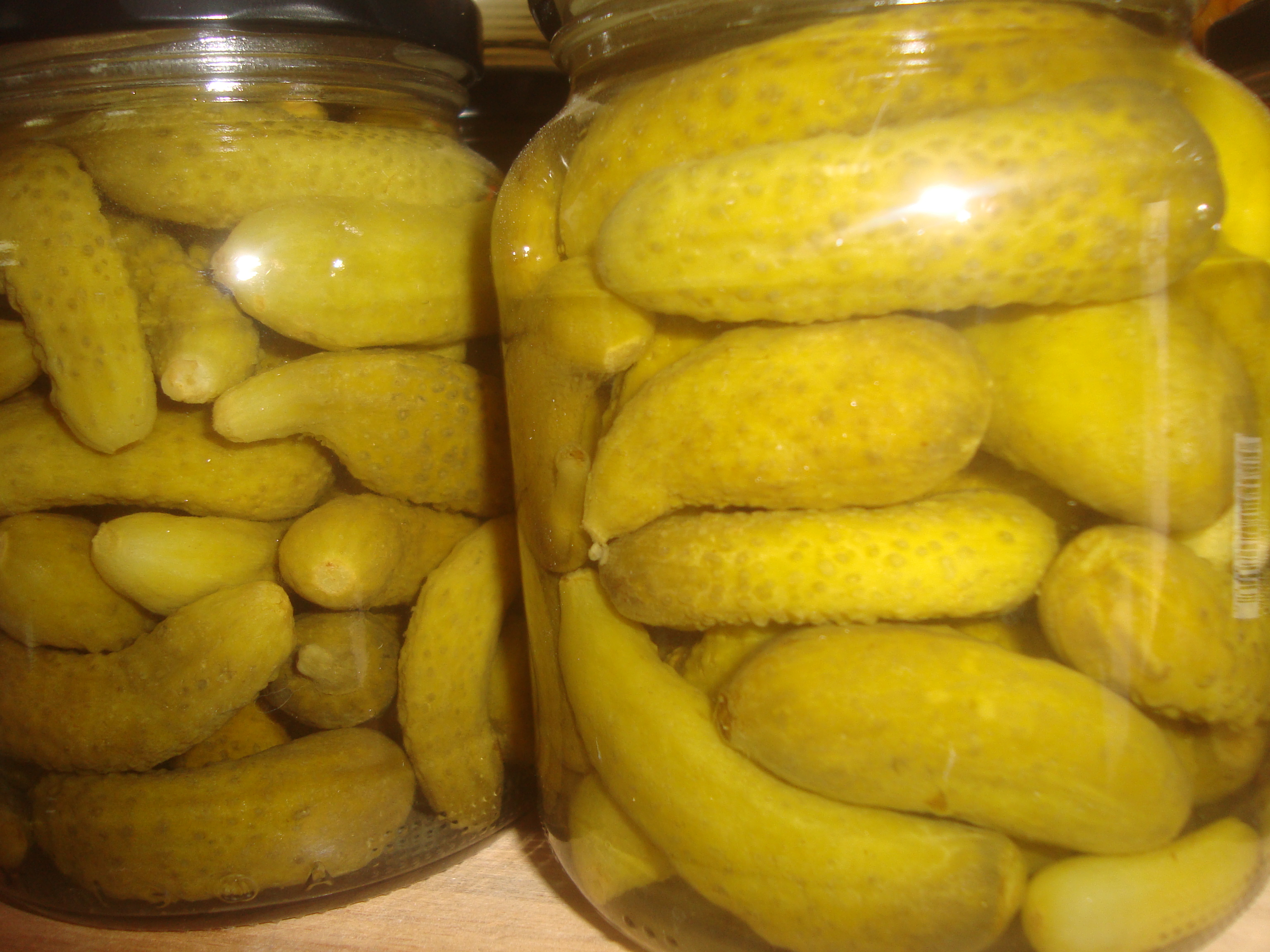
Pepinillos encurtidos con vinagre, España

Los egipcios le añaden el apio, el ajo y el vinagre a la salmuera del pepinillo. En China y Corea se le añade ajo y jengibre a la salmuera. El encurtido kimchi requiere la adición de chile kimchi y en algunos casos el jugo de rábano. Las preparaciones rusas y asiáticas centrales también le agregan el jugo de rábano y usan el ajo exclusivamente. En Argentina, el pepinillo es preparado con laurel de cocina, azúcar y vinagre, frecuentemente con vinagre de fruta o de vino.

## Proceso
El encurtido es realizado universalmente a través de un proceso de fermentación con salmuera. Los pepinos maduros son escogidos, lavados y salados enteramente y luego se echan en una solución de salmuera donde se quedan por varias semanas. El vinagre, el azúcar y otros condimentos se pueden utilizar en el proceso dependiendo de la técnica que se vaya a usar. En algunas ocasiones se añaden conservantes como el ácido dehidroacético (E 265).

## Usos
Empleados como guarnición pueden encontrarse en alimentos diversos. Cortados en rodajas son habituales en las hamburguesas (incluida la hamburguesa con queso), en la preparación de sándwiches de diversos contenidos y en la de bocadillos. En la preparación de ensaladas como pueden ser la Kartoffelsalat o la ensalada rusa. En España suelen prepararse las famosas banderillas y en algunas ocasiones se presentan rellenos de pimientos. También se emplean en la célebre salsa tártara.